# 安國寺 (平城市)
39°18′2″N 125°49′35″E / 39.30056°N 125.82639°E
安國寺是位於朝鮮平安南道平城市凤鹤洞的佛寺，是朝鲜民主主义人民共和国国宝，安国寺地处蓬麟山南麓，始建于高句丽时期的503年，历时二十多年完工，后于1654年和1785年两度重建。建筑包括两层的大雄宝殿、殿前拥有双重歇山式屋顶的太平楼和楼前于高丽中期后建造的的高6.23米的九层塔，塔附近是一棵建寺时栽种的银杏树。